# 一様凸空間
数学において一様凸空間（いちようとつくうかん、英: uniformly convex space）あるいは一様円形空間（uniformly rotund space）は、回帰的バナッハ空間の代表的な例である。一様凸性の概念は、1936年にジェームス・A・クラークソンによって初めて導入された。

## 定義
一様凸空間とは、すべての {\displaystyle 0<\varepsilon \leq 2} に対して、ある {\displaystyle \delta >0} が存在し、{\displaystyle \|x\|=1}, {\displaystyle \|y\|=1} を満たす二つの任意のベクトルに対して
{\displaystyle \|x-y\|\geq \varepsilon }
ならば
{\displaystyle \left\|{\frac {x+y}{2}}\right\|\leq 1-\delta }
が成立するようなノルムベクトル空間のことをいう。直感的に、単位球の内側の線分の中心が、その線分が短すぎない限り、単位球のより内側に存在することをいう。

## 性質
- ミルマン＝ペティスの定理（英語版）によると、すべての一様凸バナッハ空間は回帰的であるが、その逆は真ではない。
- {\displaystyle \{f_{n}\}_{n=1}^{\infty }} が一様凸バナッハ空間において {\displaystyle f} に弱収束する列で {\displaystyle \|f_{n}\|\to \|f\|} を満たすなら、{\displaystyle f_{n}} は {\displaystyle f} に強収束する: {\displaystyle \|f_{n}-f\|\to 0.}
- バナッハ空間 {\displaystyle X} が一様凸であるための必要十分条件は、その双対 {\displaystyle X^{*}} が一様滑らか（英語版）であることである。
- すべての一様凸空間は狭義凸である。

## 例
- すべてのヒルベルト空間は一様凸である。
- 一様凸バナッハ空間のすべての閉部分空間は一様凸である。
- ハンナーの不等式（英語版）によると、Lp 空間（{\displaystyle 1<p<\infty }）は一様凸である。
- {\displaystyle L^{\infty }} は一様凸ではない。